# Henryk Górecki
Henryk Mikołaj Górecki (pronunciación: ˈxɛnrɨk mʲiˈkɔwaj ɡuˈrɛtski, Czernica, 6 de diciembre de 1933 – Katowice, 12 de noviembre de 2010) fue un compositor polaco.

## Biografía
Nació en Czernica, en el sur de Polonia. No estudió música de manera regular hasta llegar a los veinte años de edad, cuando comenzó a estudiar en Katowice. Posteriormente, mientras continuaba sus estudios en París, Górecki tuvo la posibilidad de escuchar trabajos de Anton Webern, Olivier Messiaen y Karlheinz Stockhausen, compositores censurados por el gobierno polaco debido al contenido religioso de sus composiciones.
Más tarde, Górecki fue nombrado profesor de música en Katowice, pero renunció al cargo a finales de la década de 1970, en protesta por la negativa del gobierno prosoviético de permitir al papa Juan Pablo II que visitase la ciudad. Katowice ha sido uno de los centros de la resistencia polaca contra las agresiones militares alemanas y rusas, por lo que la negativa del gobierno socialista fue vista como un golpe innecesario contra las creencias del pueblo polaco, aunque en última instancia contribuyó a la ola de descontento y protestas sociales que finalmente hicieron naufragar a los regímenes prosoviéticos de Europa del Este.
Górecki falleció el 12 de noviembre de 2010, tras una larga enfermedad, en Katowice.
Su viuda es la pianista Jadwiga Ruranska con quien tuvo dos hijos: Anna Górecka, pianista y Mikołaj Górecki, compositor como su padre.

## Estilo
La música de Górecki abarcaba una gran variedad de estilos, pero tendía a ser relativamente simple en armonías. Sus primeros trabajos recuerdan el estilo de Pierre Boulez y otros serialistas. Sus composiciones más recientes suelen ser comparadas con el minimalismo, a veces llamado «minimalismo sacro», como el del estonio Arvo Pärt, con quien también se lo comparaba. Sus trabajos reflejaban con frecuencia su profundo católicismo).

## Sinfonía n. 3. De las lamentaciones
La obra más popular de Górecki fue su Tercera Sinfonía (Opus 36), también conocida como Sinfonía de las lamentaciones o Sinfonía de las canciones de lamento. Esta partitura para orquesta y soprano, escrita en 1976, se divide en tres movimientos. Las coloraciones del primer movimiento - lento, sostenuto tranquillo ma cantabile - hacen alusión a un lamento que data del siglo XV; el segundo movimiento, lento e largo, tranquillissimo, contiene frases escritas sobre el muro de una prisión de la Gestapo en Zakopane. En ellas, su autora, la niña Helena Błażusiak, pide la intercesión de la Virgen María. El tercer movimiento, lento, cantabile-semplice, reproduce una canción folclórica escrita en un dialecto del polaco. La música es lenta y contemplativa. El primer movimiento -un canon lento y prolongado para cuerdas- dura la mitad del total de la obra. Una interpretación regular dura alrededor de cincuenta minutos. La versión fonográfica más conocida de esta pieza es, probablemente, la que en 1992 grabó la London Sinfonietta dirigida por David Zinman, teniendo como solista a la soprano estadounidense Dawn Upshaw, que vendió más de dos millones de copias. Hay otras versiones en el mercado.

## Himno "Totus tuus"
Además de su tercera sinfonía, Górecki compuso, entre otras obras, el himno Totus Tuus (Op. 60, 1987), "Todo tuyo", en el que aborda uno de los temas recurrentes de la teología del papa Juan Pablo II, el de la necesidad de desarrollar una renuncia absoluta a la voluntad de Dios, por lo que se lo identifica como un himno dedicado al pontífice, aunque de hecho se trate de un himno dedicado a la Virgen María en el que se lo reconoce en sus advocaciones de Madre del Salvador y Madre del Redentor, como se hace en las letanías lauretanas del rosario y en otras oraciones de la tradición católica.

## Obra
- Cuatro preludios Op. 1 para piano (1955)
- Sonata para piano n.º 1 Op. 6 (1956)
- Cantos sobre la alegría y el ritmo Op. 7 para dos pianos y orquesta de cámara (1959-1960)
- Sonata Op. 10 para diez violas (1957)
- Concierto para cinco instrumentos Op. 11 (1957)
- Epitafío Op. 12 para coro mixto y ensamble de instrumentos (1958)
- Cinco piezas Op. 13 para dos pianos (1959)
- Sinfonía n.º 1 « 1959 » Op. 14 para orquesta y percusiones (1959)
- Tres diagramas Op. 15 para flauta sola (1959)
- Monólogo Op. 16 para soprano y tres ensambles de instrumentos (1960)
- Scontri Op. 17 para orquesta (1960)
- Diagrama IV Op. 18 para flauta sola (1961)
- Génesis - I. Elementos para tres instrumentos de arco Op. 19 NO 1 (1962)
- Génesis - II. Canto instrumental para 15 ejecutantes Op. 19 NO 2 (1962)
- Génesis - III. Monodrama para soprano, metales percutidos Op. 19 NO 3 (1963)
- Tres piezas en estilo antiguo (1963)
- Choros I Op. 20 para instrumentos de arco (1964)
- Refrain Op. 21 para orquesta (1965)
- La Musiquette I Op. 22 para dos trompetas y guitarra (1967)
- La Musiquette II Op. 23 para 4 trompetas, 4 trombones, 2 pianos y percusiones (1967)
- Música de la Polonia antigua Op. 24 para alientos (1967-1969)
- La Musiquette III Op. 25 para alto (1967)
- Cantata Op. 26 para órgano (1968)
- Canticum graduum Op. 27 para orquesta (1969)
- La Musiquette «Concierto para trombón» Op. 28 para clarinete, trombón, violonchelo y piano (1970)
- Ad Matrem Op. 29 para soprano solo, coro mixto y orquesta (1971)
- Dos cantos sagrados Op. 30 para barítono solo y orquesta (1971)
- Sinfonía n.º 2 «Copérnico» Op. 31 para soprano y barítono solo, coro mixto y orquesta (1972)
- Euntes ibant et flebant Op. 32 para coro mixto a cappella (1972-1973)
- Tres danzas, Op.34 para orquesta (1973)
- Amén Op. 35 para coro mixto a cappella (1975)
- Sinfonía n.º 3 «Sinfonía de las lamentaciones» Op. 36 para soprano solo y orquesta (1976)
- Beatus Vir Op. 38 salmo para barítono solo, coro mixto y gran orquesta (1979)
- Concierto para clavecín (o piano) y orquesta sinfónica Op. 40 (1980)
- Cantos Benis de Frambuesa Op. 43 para voz y piano (1980)
- Miserere Op. 44 para coro mixto a cappella (1981-1987)
- Cantos para la poesía de Juliusz Slowacki Op. 48 para voz y piano (1983)
- Recitativa i ariosa «LERCHENMUSIK» Op. 53 para clarinete, violonchelo y piano (1984-1985)
- Cantos a María Op. 54 cinco cantos para coro mixto a cappella (1985)
- O Domina Nostra Op. 55 – meditaciones ante Nuestra Señora de Jazna Gora para soprano solo y órgano (1982-1985)
- Sous Ta Defense Op. 56 canto para coro mixto de ocho voces a cappella (1985)
- Angelus Domini Op. 57 para coro mixto a cappella (1986)
- Para ti, Anne-Lill Op. 58 para flauta y piano (1986)
- Totus tuus Op. 60 para coro mixto a cappella (1987)
- La noche. Cuarteto n.º 1 Op. 62 (1988)
- Buenas noches Op. 63 para soprano, flauta alto, 3 tams-tams y piano (1988-1990)
- Intermezzo para piano (1990)
- Quasi una fantasia. Cuarteto n.º 2 Op. 64 (1990-1991)
- Concerto-Cantata Op. 65 para flauta sola y orquesta (1991-1992)
- Pequeño réquiem para una polonesa Op. 66 (Kleines requiem...) para piano y 13 instrumentos (1993)
- Pieza para cuarteto de cuerdas (1993)
- Tres piezas para textos de Stanislaw Wyspianski para voz y piano (1996)
- Salve dius Polonorum. Cantata sobre San Adalberto Op. 72 para gran coro mixto, dos pianos, órgano y ensamble de instrumentos de percusión (1997-2000)
- Cuarteto n.º 3 (1999)
- Lobgesang para coro mixto y orquesta (1999)
- Niech Nam zyja i spiewaja, para ensamble de voces (2000)
- Hej, Z Góry, Z Góry! Koniku Bury (avanza caballo mío), cinco cantos de la región de Kurpie para coro a cappella (2002)